# انتقال به سرخ

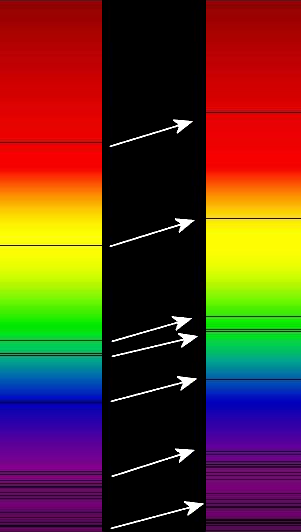
خطوط جذب در طیف قابل مشاهده یک ابرخوشه از کهکشان‌های دورافتاده (راست)، در مقایسه با خطوط جذب در طیف قابل مشاهده خورشید (چپ). پیکان‌ها انتقال به تابش سرخ را نشان می‌دهند. طول موج به سمت قرمز افزایش و فرکانس کاهش می‌یابد.

انتقال به تابش سرخ، انتقال به سرخ یا سرخ‌گَرایی (به انگلیسی: Redshift)، پدیده ای ست که باعث افزایش طول موج، و به تناسب آن کاهش فرکانس و انرژی فوتون، در تابش الکترومغناطیسی خواهد شد. (مانند نور). پدیدهٔ برعکس انتقال به تابش قرمز، که به نام «انتقال منفی تابش قرمز» یا «انتقال به تابش آبی» نام دارد، موجب می‌شود که اجسام دارای تابش الکترومغناطیسی، با کاهش طول موج شان، باعث افزایش فرکانس و انرژی فوتون خواهند شد. این اصطلاحات به این دلیل نامگذاری شده‌اند که رنگ‌های قرمز و آبی، حداکثر و حداقل طول موج‌های قابل مشاهده از طیف نور مرئی را تشکیل می‌دهند.
یعنی نوری که توسط طیف‌سنج ثبت می‌شود طول موجی بلندتر و بسامدی کمتر از نور گسیل‌شده از «منبع»دارد. به طور مثال این پدیده هنگامی رخ می‌دهد که منبع تولید نور در حال دور شدن از بیننده باشد. مانند اثر دوپلر که در بسامد امواج صوتی تغییر ایجاد می‌کند.

## مبحث اصلی

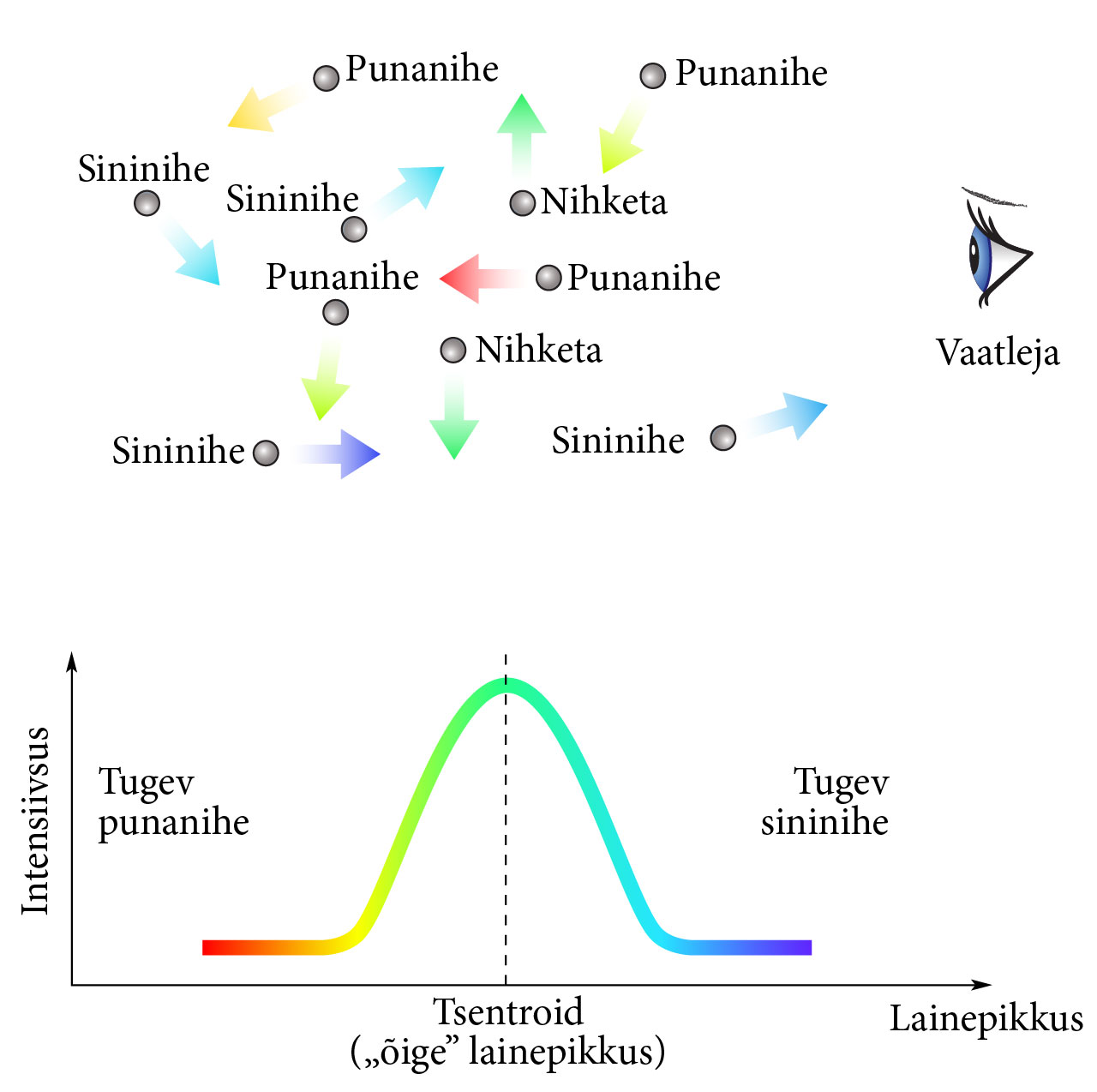
توضیح انتقال به سرخ

می‌توان این مبحث را با فرمول اثر دوپلر که فرمولش در مقاله انتقال به آبی است، تعمیم داد و حتی نیز مثال‌هایی برای آن نوشت.
که فرمول آن به صورت زیر است:
{\displaystyle {\frac {V}{C}}={\frac {\Delta \lambda }{\lambda }}} که : {\displaystyle V} سرعت حرکت منبع* ، {\displaystyle C} سرعت نور ، {\displaystyle \Delta \lambda } تغییرات طول موج ، {\displaystyle \lambda } طول موجی که منبع ساطع می‌کند.
*:اگر منبع به ما نزدیک می‌شود: علامت منفی است؛ اگر منبع از ما دور می‌شود: علامت مثبت است.
اما ما چگونه و از کجا بدانیم که طول موج اصلی منبع یا ابرخوشه یا سحابی یا ستاره ای که از ما دور می‌شود چقدر است؟
ما برای اینکه بتوانیم طول موج اصلی که ستاره آن را ساطع می‌کند را به دست آوریم، باید از قانون وین استفاده کنیم، که برای اینکه بتوانیم از این قانون استفاده کنیم، باید دمای ستاره مورد نظر یا منبع (بر حسب کلوین) را داشته باشم.
قانون وین : {\displaystyle T={\frac {b}{{\lambda }{_{max}}}}}
که:
{\displaystyle b={2.989\times 10^{-3}}m.K} یک ثابت است
{\displaystyle T} دما بر حسب کلوین
{\displaystyle {{\lambda }{_{max}}}} طول موج بر حسب متر
ما توانیم این رابطه را به این گونه بنویسیم : {\displaystyle T={\frac {b}{{\lambda }_{max}}}\Longrightarrow {{\lambda }_{max}}={\frac {b}{T}}}
پس اگر ما دمای منبع یا ستاره را داشته باشیم، می‌توانیم طول موجی را که بیشترین شدت را بین طول موج‌هایی که ستاره ساطع می‌کند را، به‌دست آوریم.
سپس ما باید طول موجی را که ناظر روی زمین حساب می‌کند را، به‌دست آوریم و سپس اختلاف دو تا طول موج را به‌دست آوریم و آن را {\displaystyle \Delta \lambda } می‌نامیم.
پس می‌توانیم با قرار دادن اعداد در فرمول اثر دوپلر، سرعت را حساب کنیم که فرمول آن به این صورت است:
{\displaystyle {\frac {V}{C}}={\frac {\Delta \lambda }{\lambda }}} که با طرفین و وسطین می‌توان فرمول را به این گونه بنویسیم : {\displaystyle V={\frac {{\Delta \lambda }\times C}{\lambda }}}
پس در نتیجه با داشتن طول موج اصلی و تغییرات طول موج، می‌توان سرعت حرکت منبع را محاسبه کرد.

## مثال‌های حل شده
توجه: باید بخش قبلی را کاملاً بدانید!
یک مثال را برای یک ستاره حل می‌کنیم که در این مثال ستاره دور می‌شود:

### مثال) یک ستاره با دمای ۵۰۰۰ کلوین وجود دارد که در حال حرکت است؛ یک ناظر از زمین طول موج دریافتی از ستاره را ۶۰۰ نانومتر یاλ=600nm{\displaystyle {\lambda }=600nm}را محاسبه می‌کند، طول موج اصلی که ستاره گسیل می‌کند و سرعت و جهت حرکت آن را به دست آورید؟
حل)
۱) با استفاده از قانون وین، طول موجی که ستاره در اصل ساطع می‌کند را محاسبه می‌کنیم:
{\displaystyle {{\lambda }_{max}}={\frac {b}{T}}={\frac {2.898\times 10^{-3}}{5000}}={5.978\times {10^{-7}}}={597.8\times {10^{-7}}}={597.8nm}}
در نتیجه طول موج اصلی که ستاره ساطع می‌کند برابر است با {\displaystyle 597.8nm}
۲) سپس باید {\displaystyle \Delta \lambda } را محاسبه کنیم:
{\displaystyle \Delta \lambda =600-597.8=2.2nm}
۳) سپس با قرار دادن اعداد در فرمول اثر دوپلر می‌توان سرعت حرکت را به دست‌آورد:
{\displaystyle {\frac {V}{C}}={\frac {\Delta \lambda }{\lambda }}\Longrightarrow {{\frac {V}{300000}}={\frac {2.2}{597.8}}}\Longrightarrow {V={\frac {2.2\times 300000}{597.8}}}={1104.04{\frac {km}{s}}}}
و چون عدد به دست آمده مثبت است، پس در نتیجه ستاره از ما دور می‌شود.
طول موج اصلی که ستاره ساطع می‌کند : {\displaystyle 597.8nm}
سرعت و جهت حرکت ستاره : {\displaystyle 1104.04{\frac {km}{s}}} و دور می‌شود!